# Stenoterommata maculata
Stenoterommata maculata là một loài nhện trong họ Nemesiidae.
Stenoterommata maculata được miêu tả năm 1880 bởi Bertkau.